# Insjön (Boo socken, Uppland)
Insjön är en sjö i Nacka kommun i Uppland och ingår i Norrström-Tyresåns kustområde. Sjön är 11,8 meter djup, har en yta på 0,469 kvadratkilometer och är belägen 1,4 meter över havet. Vid norra änden av Insjön ligger det tidigare godset Velamsund och en badplats. Sjön ingår i sin helhet i Velamsunds naturreservat.

## Delavrinningsområde
Insjön ingår i det delavrinningsområde (658279-164262) som SMHI kallar för Rinner till Askrikefjärden. Medelhöjden är 26 meter över havet och ytan är 32,11 kvadratkilometer. Det finns inga avrinningsområden uppströms utan avrinningsområdet är högsta punkten. Avrinningsområdets utflöde mynnar i havet, utan att ha någon enskild mynningsplats.